# Insular Preferente de Las Palmas 1978-1979
Il campionato di Insular Preferente de Las Palmas 1978-1979 è stato il 2º campionato avente questa dicitura ed era il quinto livello della federazione spagnola, composto da 10 squadre che vide la vittoria finale del Telde.

## Classifica finale
|  | Pos. | Squadra          | Pt | G  | V | N | P | GF | GS | DR |
|  | ---- | ---------------- | -- | -- | - | - | - | -- | -- | -- |
|  | 1.   | Telde            | 22 | 18 | 8 | 6 | 4 | 18 | 14 | +4 |
|  | 2.   | UD San Antonio   | 22 | 18 | 8 | 6 | 4 | 29 | 23 | +6 |
|  | 3.   | Sanbrit          | 22 | 18 | 9 | 4 | 5 | 27 | 25 | +2 |
|  | 4.   | Real Artesano FC | 19 | 18 | 7 | 5 | 6 | 28 | 20 | +8 |
|  | 5.   | Unión Chile      | 19 | 18 | 5 | 9 | 4 | 27 | 22 | +5 |
|  | 6.   | Lanzarote        | 18 | 18 | 6 | 6 | 6 | 19 | 24 | -5 |
|  | 7.   | Arucas           | 17 | 18 | 4 | 9 | 5 | 21 | 23 | -2 |
|  | 8.   | UD Santa Brigida | 16 | 18 | 5 | 6 | 7 | 21 | 29 | -8 |
|  | 9.   | San José         | 13 | 18 | 3 | 7 | 8 | 20 | 23 | -3 |
|  | 10.  | Firgas           | 12 | 18 | 3 | 6 | 9 | 19 | 26 | -7 |

## Play-out
I play-out sono stati disputati in una coppia di partite di andata e ritorno (disputate rispettivamente il 25 marzo e il 1º aprile) per decidere se la squadra arrivata penultima in Preferente dovesse retrocedere o se la squadra arrivata sesta in Primera Regional dovesse essere promossa.
| Squadra 1  | Totale        | Squadra 2 | Andata | Ritorno |
| ---------- | ------------- | --------- | ------ | ------- |
| Sant'Agata | 2-2 (4-5 dcr) | San José  | 1-0    | 1-2     |

## Risultati

### Tabellone
Ogni riga indica i risultati casalinghi della squadra segnata a inizio della riga, contro le squadre segnate colonna per colonna (che invece avranno giocato l'incontro in trasferta). Al contrario, leggendo la colonna di una squadra si avranno i risultati ottenuti dalla stessa in trasferta, contro le squadre segnate in ogni riga, che invece avranno giocato l'incontro in casa.
|               | ART  | ARU  | FIR  | LAN  | ANT  | JOS  | SAN  | BRI  | TEL  | UNI  |
| ------------- | ---- | ---- | ---- | ---- | ---- | ---- | ---- | ---- | ---- | ---- |
| Artesano      | –––– | 1-0  | 2-1  | 1-2  | 1-2  | 0-0  | 3-1  | 2-2  | 3-0  | 3-0  |
| Arucas        | 0-0  | –––– | 2-2  | 2-2  | 1-1  | 2-1  | 1-3  | 3-3  | 0-0  | 2-2  |
| Firgas        | 2-2  | 0-2  | –––– | 2-2  | 1-3  | 1-1  | 0-1  | 1-0  | 2-1  | 2-0  |
| Lanzarote     | 1-1  | 0-1  | 1-0  | –––– | 2-1  | 2-1  | 0-1  | 2-1  | 3-1  | 1-1  |
| San Antonio   | 2-0  | 1-1  | 2-1  | 2-0  | –––– | 0-0  | 1-0  | 4-2  | 1-2  | 2-2  |
| San José      | 1-3  | 0-1  | 1-0  | 1-1  | 6-2  | –––– | 1-2  | 1-2  | 0-1  | 1-0  |
| Sanbrit       | 0-4  | 3-2  | 3-2  | 0-0  | 1-3  | 1-1  | –––– | 1-1  | 0-1  | 1-1  |
| Santa Brigida | 1-0  | 1-0  | 0-0  | 1-0  | 2-1  | 1-1  | 2-5  | –––– | 1-1  | 0-2  |
| Telde         | 2-0  | 1-1  | 2-1  | 3-0  | 1-1  | 1-0  | 0-1  | 1-0  | –––– | 0-0  |
| Union Chile   | 3-2  | 2-0  | 1-1  | 4-0  | 0-0  | 3-3  | 2-3  | 4-1  | 0-0  | –––– |

### Calendario
| andata (1ª) | andata (1ª) | 1ª giornata           | ritorno (10ª) | ritorno (10ª) |
| 29 ott.     | 1-3         | Firgas-San Antonio    | 1-2           | 7 gen.        |
| 29 ott.     | 1-0         | Telde-Santa Brigida   | 1-1           | 7 gen.        |
| 29 ott.     | 3-1         | Artesano-Sanbrit      | 4-0           | 7 gen.        |
| 29 ott.     | 4-0         | Union Chile-Lanzarote | 1-1           | 7 gen.        |
| 29 ott.     | 0-1         | San José-Arucas       | 1-2           | 7 gen.        |

| andata (2ª) | andata (2ª) | 2ª giornata          | ritorno (11ª) | ritorno (11ª) |
| 5 nov.      | 0-0         | San Antonio-San José | 2-6           | 14 gen.       |
| 5 nov.      | 0-0         | Santa Brigida-Firgas | 0-1           | 14 gen.       |
| 5 nov.      | 0-1         | Sanbrit-Telde        | 1-0           | 14 gen.       |
| 5 nov.      | 1-1         | Lanzarote-Artesano   | 2-1           | 14 gen.       |
| 5 nov.      | 2-2         | Arucas-Union Chile   | 0-2           | 14 gen.       |

| andata (1ª) | andata (1ª) | 1ª giornata           | ritorno (10ª) | ritorno (10ª) |
| 29 ott.     | 1-3         | Firgas-San Antonio    | 1-2           | 7 gen.        |
| 29 ott.     | 1-0         | Telde-Santa Brigida   | 1-1           | 7 gen.        |
| 29 ott.     | 3-1         | Artesano-Sanbrit      | 4-0           | 7 gen.        |
| 29 ott.     | 4-0         | Union Chile-Lanzarote | 1-1           | 7 gen.        |
| 29 ott.     | 0-1         | San José-Arucas       | 1-2           | 7 gen.        |

| andata (2ª) | andata (2ª) | 2ª giornata          | ritorno (11ª) | ritorno (11ª) |
| 5 nov.      | 0-0         | San Antonio-San José | 2-6           | 14 gen.       |
| 5 nov.      | 0-0         | Santa Brigida-Firgas | 0-1           | 14 gen.       |
| 5 nov.      | 0-1         | Sanbrit-Telde        | 1-0           | 14 gen.       |
| 5 nov.      | 1-1         | Lanzarote-Artesano   | 2-1           | 14 gen.       |
| 5 nov.      | 2-2         | Arucas-Union Chile   | 0-2           | 14 gen.       |

| andata (3ª) | andata (3ª) | 3ª giornata               | ritorno (12ª) | ritorno (12ª) |
| 12 nov.     | 4-2         | San Antonio-Santa Brigida | 1-2           | 21 gen.       |
| 12 nov.     | 0-1         | Firgas-Sanbrit            | 2-3           | 21 gen.       |
| 12 nov.     | 3-0         | Telde-Lanzarote           | 1-3           | 21 gen.       |
| 12 nov.     | 1-0         | Artesano-Arucas           | 0-0           | 21 gen.       |
| 12 nov.     | 1-0         | San José-Union Chile      | 3-3           | 21 gen.       |

| andata (4ª) | andata (4ª) | 4ª giornata            | ritorno (13ª) | ritorno (13ª) |
| 19 nov.     | 1-1         | Santa Brigida-San José | 2-1           | 28 gen.       |
| 19 nov.     | 1-3         | Sanbrit-San Antonio    | 0-1           | 28 gen.       |
| 19 nov.     | 1-0         | Lanzarote-Firgas       | 2-2           | 28 gen.       |
| 19 nov.     | 0-0         | Arucas-Telde           | 1-1           | 28 gen.       |
| 19 nov.     | 3-2         | Union Chile-Artesano   | 0-3           | 28 gen.       |

| andata (3ª) | andata (3ª) | 3ª giornata               | ritorno (12ª) | ritorno (12ª) |
| 12 nov.     | 4-2         | San Antonio-Santa Brigida | 1-2           | 21 gen.       |
| 12 nov.     | 0-1         | Firgas-Sanbrit            | 2-3           | 21 gen.       |
| 12 nov.     | 3-0         | Telde-Lanzarote           | 1-3           | 21 gen.       |
| 12 nov.     | 1-0         | Artesano-Arucas           | 0-0           | 21 gen.       |
| 12 nov.     | 1-0         | San José-Union Chile      | 3-3           | 21 gen.       |

| andata (4ª) | andata (4ª) | 4ª giornata            | ritorno (13ª) | ritorno (13ª) |
| 19 nov.     | 1-1         | Santa Brigida-San José | 2-1           | 28 gen.       |
| 19 nov.     | 1-3         | Sanbrit-San Antonio    | 0-1           | 28 gen.       |
| 19 nov.     | 1-0         | Lanzarote-Firgas       | 2-2           | 28 gen.       |
| 19 nov.     | 0-0         | Arucas-Telde           | 1-1           | 28 gen.       |
| 19 nov.     | 3-2         | Union Chile-Artesano   | 0-3           | 28 gen.       |

| andata (5ª) | andata (5ª) | 5ª giornata           | ritorno (14ª) | ritorno (14ª) |
| 26 nov.     | 2-5         | Santa Brigida-Sanbrit | 1-1           | 4 feb.        |
| 26 nov.     | 2-0         | San Antonio-Lanzarote | 1-2           | 4 feb.        |
| 26 nov.     | 0-2         | Firgas-Arucas         | 2-2           | 4 feb.        |
| 26 nov.     | 0-0         | Telde-Union Chile     | 0-0           | 4 feb.        |
| 26 nov.     | 1-3         | San José-Artesano     | 0-0           | 4 feb.        |

| andata (6ª) | andata (6ª) | 6ª giornata             | ritorno (15ª) | ritorno (15ª) |
| 3 dic.      | 1-1         | Sanbrit-San José        | 2-1           | 11 feb.       |
| 3 dic.      | 2-1         | Lanzarote-Santa Brigida | 0-1           | 11 feb.       |
| 3 dic.      | 1-1         | Arucas-San Antonio      | 1-1           | 11 feb.       |
| 3 dic.      | 1-1         | Union Chile-Firgas      | 0-2           | 11 feb.       |
| 3 dic.      | 3-0         | Artesano-Telde          | 0-2           | 11 feb.       |

| andata (5ª) | andata (5ª) | 5ª giornata           | ritorno (14ª) | ritorno (14ª) |
| 26 nov.     | 2-5         | Santa Brigida-Sanbrit | 1-1           | 4 feb.        |
| 26 nov.     | 2-0         | San Antonio-Lanzarote | 1-2           | 4 feb.        |
| 26 nov.     | 0-2         | Firgas-Arucas         | 2-2           | 4 feb.        |
| 26 nov.     | 0-0         | Telde-Union Chile     | 0-0           | 4 feb.        |
| 26 nov.     | 1-3         | San José-Artesano     | 0-0           | 4 feb.        |

| andata (6ª) | andata (6ª) | 6ª giornata             | ritorno (15ª) | ritorno (15ª) |
| 3 dic.      | 1-1         | Sanbrit-San José        | 2-1           | 11 feb.       |
| 3 dic.      | 2-1         | Lanzarote-Santa Brigida | 0-1           | 11 feb.       |
| 3 dic.      | 1-1         | Arucas-San Antonio      | 1-1           | 11 feb.       |
| 3 dic.      | 1-1         | Union Chile-Firgas      | 0-2           | 11 feb.       |
| 3 dic.      | 3-0         | Artesano-Telde          | 0-2           | 11 feb.       |

| andata (7ª) | andata (7ª) | 7ª giornata             | ritorno (16ª) | ritorno (16ª) |
| 10 dic.     | 0-0         | Sanbrit-Lanzarote       | 1-0           | 18 feb.       |
| 10 dic.     | 1-0         | Santa Brigida-Arucas    | 3-3           | 18 feb.       |
| 10 dic.     | 2-2         | San Antonio-Union Chile | 0-0           | 18 feb.       |
| 10 dic.     | 2-2         | Firgas-Artesano         | 1-2           | 18 feb.       |
| 10 dic.     | 0-1         | San José-Telde          | 0-1           | 18 feb.       |

| andata (8ª) | andata (8ª) | 8ª giornata               | ritorno (17ª) | ritorno (17ª) |
| 17 dic.     | 1-1         | San José-Lanzarote        | 1-2           | 25 feb.       |
| 17 dic.     | 1-3         | Arucas-Sanbrit            | 2-3           | 25 feb.       |
| 17 dic.     | 4-1         | Union Chile-Santa Brigida | 2-0           | 25 feb.       |
| 17 dic.     | 1-2         | Artesano-San Antonio      | 0-2           | 25 feb.       |
| 17 dic.     | 2-1         | Telde-Firgas              | 1-2           | 25 feb.       |

| andata (7ª) | andata (7ª) | 7ª giornata             | ritorno (16ª) | ritorno (16ª) |
| 10 dic.     | 0-0         | Sanbrit-Lanzarote       | 1-0           | 18 feb.       |
| 10 dic.     | 1-0         | Santa Brigida-Arucas    | 3-3           | 18 feb.       |
| 10 dic.     | 2-2         | San Antonio-Union Chile | 0-0           | 18 feb.       |
| 10 dic.     | 2-2         | Firgas-Artesano         | 1-2           | 18 feb.       |
| 10 dic.     | 0-1         | San José-Telde          | 0-1           | 18 feb.       |

| andata (8ª) | andata (8ª) | 8ª giornata               | ritorno (17ª) | ritorno (17ª) |
| 17 dic.     | 1-1         | San José-Lanzarote        | 1-2           | 25 feb.       |
| 17 dic.     | 1-3         | Arucas-Sanbrit            | 2-3           | 25 feb.       |
| 17 dic.     | 4-1         | Union Chile-Santa Brigida | 2-0           | 25 feb.       |
| 17 dic.     | 1-2         | Artesano-San Antonio      | 0-2           | 25 feb.       |
| 17 dic.     | 2-1         | Telde-Firgas              | 1-2           | 25 feb.       |

| \| andata (9ª) \| andata (9ª) \| 9ª giornata \| ritorno (18ª) \| ritorno (18ª) \| \| 24 dic. \| 0-1 \| Lanzarote-Arucas \| 2-2 \| 4 mar. \| \| 24 dic. \| 1-1 \| Sanbrit-Union Chile \| 3-2 \| 4 mar. \| \| 24 dic. \| 1-0 \| Santa Brigida-Artesano \| 2-2 \| 4 mar. \| \| 24 dic. \| 1-2 \| San Antonio-Telde \| 1-1 \| 4 mar. \| \| 24 dic. \| 1-1 \| Firgas-San José \| 0-1 \| 4 mar. \| |             |                        |               |               |
| andata (9ª) | andata (9ª) | 9ª giornata            | ritorno (18ª) | ritorno (18ª) |
| 24 dic. | 0-1         | Lanzarote-Arucas       | 2-2           | 4 mar.        |
| 24 dic. | 1-1         | Sanbrit-Union Chile    | 3-2           | 4 mar.        |
| 24 dic. | 1-0         | Santa Brigida-Artesano | 2-2           | 4 mar.        |
| 24 dic. | 1-2         | San Antonio-Telde      | 1-1           | 4 mar.        |
| 24 dic. | 1-1         | Firgas-San José        | 0-1           | 4 mar.        |

| andata (9ª) | andata (9ª) | 9ª giornata            | ritorno (18ª) | ritorno (18ª) |
| 24 dic.     | 0-1         | Lanzarote-Arucas       | 2-2           | 4 mar.        |
| 24 dic.     | 1-1         | Sanbrit-Union Chile    | 3-2           | 4 mar.        |
| 24 dic.     | 1-0         | Santa Brigida-Artesano | 2-2           | 4 mar.        |
| 24 dic.     | 1-2         | San Antonio-Telde      | 1-1           | 4 mar.        |
| 24 dic.     | 1-1         | Firgas-San José        | 0-1           | 4 mar.        |

## Statistiche

### Squadre

#### Capoliste solitarie
|    | ——    | ——    | —— | ——          | ——          | ——          | ——          | ——  | ——  | ——  | ——  | ——  | ——  | ——    | ——    | ——  | ——  | —— |  |
|    | Telde | Telde |    | San Antonio | San Antonio | San Antonio | San Antonio | Tel |     |     |     | SAn |     | Telde | Telde |     |     |    |  |
|    |       |       |    |             |             |             |             |     |     |     |     |     |     |       |       |     |     |    |  |
|    |       |       |    |             |             |             |             |     |     |     |     |     |     |       |       |     |     |    |  |
| 1ª | 2ª    | 3ª    | 4ª | 5ª          | 6ª          | 7ª          | 8ª          | 9ª  | 10ª | 11ª | 12ª | 13ª | 14ª | 15ª   | 16ª   | 17ª | 18ª |    |  |

#### Classifica in divenire
|               | 1ª | 2ª | 3ª | 4ª | 5ª | 6ª | 7ª | 8ª | 9ª | 10ª | 11ª | 12ª | 13ª | 14ª | 15ª | 16ª | 17ª | 18ª |
|               |    |    |    |    |    |    |    |    |    |     |     |     |     |     |     |     |     |     |
| ------------- | -- | -- | -- | -- | -- | -- | -- | -- | -- | --- | --- | --- | --- | --- | --- | --- | --- | --- |
| Artesano      | 2  | 3  | 5  | 5  | 7  | 9  | 10 | 10 | 10 | 12  | 12  | 13  | 15  | 16  | 16  | 18  | 18  | 19  |
| Arucas        | 2  | 3  | 3  | 4  | 6  | 7  | 7  | 7  | 9  | 11  | 11  | 12  | 13  | 14  | 15  | 16  | 16  | 17  |
| Firgas        | 0  | 1  | 1  | 1  | 1  | 2  | 3  | 3  | 4  | 4   | 6   | 6   | 7   | 8   | 10  | 10  | 12  | 12  |
| Lanzarote     | 0  | 1  | 1  | 3  | 3  | 5  | 6  | 7  | 7  | 8   | 10  | 12  | 13  | 15  | 15  | 15  | 17  | 18  |
| San Antonio   | 2  | 3  | 5  | 7  | 9  | 10 | 11 | 13 | 13 | 15  | 15  | 15  | 17  | 17  | 18  | 19  | 21  | 22  |
| San José      | 0  | 1  | 3  | 4  | 4  | 5  | 5  | 6  | 7  | 7   | 9   | 10  | 10  | 11  | 11  | 11  | 11  | 13  |
| Sanbrit       | 0  | 0  | 2  | 2  | 4  | 5  | 6  | 8  | 9  | 9   | 11  | 13  | 13  | 14  | 16  | 18  | 20  | 22  |
| Santa Brigida | 0  | 1  | 1  | 2  | 2  | 2  | 4  | 4  | 6  | 7   | 7   | 9   | 11  | 12  | 14  | 15  | 15  | 16  |
| Telde         | 2  | 4  | 6  | 7  | 8  | 8  | 10 | 12 | 14 | 15  | 15  | 15  | 16  | 17  | 19  | 21  | 21  | 22  |
| Union Chile   | 2  | 3  | 3  | 5  | 6  | 7  | 8  | 10 | 11 | 12  | 14  | 15  | 15  | 17  | 17  | 18  | 20  | 20  |